# Kerstnoveen
Een Kerstnoveen is in de christelijke liturgie een periode van negen dagen voorafgaand aan het kerstfeest, van 17 tot 24 december.

## Beschrijving
In die periode wordt elke dag tijdens de vespers een van de zogenoemde O-antifonen gezongen voor het Magnificat, zo genoemd naar de eerste letter, het vocatief: 
1. O Sapientia
2. O Adonai
3. O Radix Jesse
4. O Clavis David
5. O Oriens
6. O Rex Gentium
7. O Emmanuel

De namen vormen in omgekeerde volgorde een merkwaardig acrostichon dat de grondgedachte en de bestemming van de zeven antifonen aanduidt. Het acrostichon is ERO CRAS: morgen zal Ik bij u zijn.
De kerstnoveen wordt zowel in katholieke als protestantse gemeenschappen gevierd. Weliswaar niet overal. In Nederland en België komt de noveen minimaal ter sprake. In Zuid-Amerika des te meer.
In de Katholieke Kerk worden in deze periode geen gedachtenissen van heiligen gevierd en is het dragen van gewaden in de paarse kleur verplicht voorgeschreven.

## Geschiedenis
De noveen ter voorbereiding van het kerstfeest kwam voor het eerst voor in de zevende eeuw, in Frankrijk en Spanje. De negen dagen symboliseerden de negen maanden zwangerschap van de Maagd Maria.
In deze optiek werd in 656 in het Tiende Concilie van Toledo het feest van de Incarnatie of Boodschap aan Maria op 18 december geplaatst, als voorbereidingsfeest negen dagen voor Kertsmis. 
De gewoonte om gedurende negen dagen votiefmissen op te dragen ter ere van Maria, werd op 16 september 1658 door de Congregatie van de Riten goedgekeurd. In Frankrijk werden de O-antifonen plechtig gezongen tijdens de vespers. Vanaf de zeventiende eeuw was de kerstnoveen algemeen in gebruik in Italië. Ze was  al uitgebreid beschreven in 1525 in het Sacrorum Romanae Ecclesiae Rituum accurata tractatio van de theatijn Piscara Castaldo en was dus toen al in heel wat kerken en kloosters in gebruik.